# Rapech
Rapech (en macédonien Рапеш) est un village du sud de la Macédoine du Nord, situé dans la municipalité de Novatsi. Le village comptait 46 habitants en 2002.

## Démographie
Lors du recensement de 2002, le village comptait :
- Macédoniens : 46

## Histoire
Durant la Première Guerre mondiale, Rapech est un lieu de combats du 3e régiment d'infanterie coloniale. Voici comment le village est décrit à l'époque (Historique du 3e régiment d'infanterie coloniale pendant la guerre 1914-1919, 1920) : « La neige continue à tomber, les hommes vivent sous la tente. Le régiment est employé à des travaux de route ; on s'efforce à rendre les pistes carrossables au moins aux arabas. Le paysage est dépourvu de végétation  l'aspect de la montagne est morne, les villages sont misérables et en partie démolis : celui de Rapech est complètement en ruines. Le paysan est un montagnard arriéré, au costume archaïque ; les motifs qui décorent les dalmatiques des femmes ont un caractère byzantin très marqué, qui ne se retrouve nulle part ailleurs dans tout l'Orient. Les pentes des ravins, face au Sud, ont un aspect de désolation presque lunaire. »